# Hoyvík
Hoyvík este un oraș din Insulele Faroe.